# Neorhadinorhynchus atlanticus
Neorhadinorhynchus atlanticus är en hakmaskart som beskrevs av Gaevskaja, et al 1977. Neorhadinorhynchus atlanticus ingår i släktet Neorhadinorhynchus och familjen Cavisomidae. Inga underarter finns listade i Catalogue of Life.